# Hazenpootje
Hazenpootje (Trifolium arvense) is een één- of tweejarige klaversoort. De soort komt van nature voor in Europa. De plant is gedurende en na de bloei makkelijk te herkennen aan de zachtharige bloeiwijzen. De plant wordt 5-30 cm hoog en heeft een behaarde, gevulde stengel. Ook de bladeren zijn behaard. Hazenpootje bloeit van juli tot de herfst met witachtige, later roodachtige bloemen. De bloeiwijze is een hoofdje. De lange, zeer smalle kelktanden zijn lang behaard, waardoor de bloem er donzig uitziet. De vrucht is een peul met één zaadje. Hazenpootje komt voor op droge, meestal kalkarme zandgrond tussen het gras of op open plekken. Hij heeft zich echter over grote delen van de wereld verspreid en wordt daar vaak beschouwd als onkruid.

## Naamgeving
De Nederlandse naam hazenpootje verwijst naar het afgeronde, langwerpige, zachtharige uiterlijk van de bloemhoofdjes. De wetenschappelijke naam van het geslacht Trifolium is samengesteld uit de Latijnse woorden tri "drie" en folium "blad" en verwijst naar de drietallige bladeren. De soortnaam arvense betekent "op akkers groeiend". Andere (volks)namen voor de soort zijn hazepluimpje, akkerklaver en ruige klaver en in Friesland staat hij bekend als Mûzeklaver.

## Beschrijving
Hazenpootje is een eenjarige of soms tweejarige, zachtbehaarde, vaak wat ijle maar sterk vertakkende lage tot middelhoge plant van 5 tot 30 cm hoog, die in Nederland bloeit van juli tot en met oktober. De kronkelende en regelmatig vertakkende wortels zijn soms tot wel 50 cm lang, met een herkenbare hoofdwortel en zijwortels die hier en daar een wit, rond of wratachtig, tot enkele mm groot wortelknolletje dragen. Net als bij andere vlinderbloemigen, bevinden zich daarin de bacteriën die verantwoordelijk zijn voor het binden van stikstof en die er zo voor zorgen dat de plant zelfs kan groeien als er weinig nitraat in de bodem beschikbaar is. De stengels liggen aan de voet en stijgen op aan de top of staan soms rechtop. Ze zijn niet hol als bij sommige andere klaversoorten maar meestal gevuld en vooral hoger dicht grijsviltig behaard. De verspreid staande bladeren hebben als ze onderaan de stengel staan een bladsteel die ongeveer even lang is als de drie deelblaadjes, maar hogerop zijn de bladstelen korter en de bovenste bladeren zitten. De onderste bladeren zijn matig behaard, sterven meestal al af tijdens de bloei en kunnen dan wijnrood aanlopen. Hogerop zijn de stengels, bladeren en bloeihoofdjes dicht grijsviltig. De deelblaadjes van de onderste bladen zijn omgekeerd langwerpig eirond. De  bladeren hogerop aan de stengel hebben steeds meer langwerpige deelblaadjes. De steunblaadjes zijn langwerpig en lang toegespitst, doorschijnend met duidelijke nerven. De bladstelen zijn korter tot iets langer dan de steunblaadjes. De bloemen staan aan het eind van de stengels in cilindervormige bloeiwijzen van 1-2 cm lang met vele, zittende, aaneengesloten geplaatste kleine bloemen.
De bloemen zijn tweeslachtig en tweezijdig symmetrisch. De met lange haren bezette kelk steekt ver voorbij de bloemkroon en bestaat uit vijf samengegroeide kelkblaadjes die uitlopen in lijnvormige slippen. De bloemkroon is wit of later roze en ongeveer 4 mm lang. Er zijn vijf aan de voet vergroeide bloemkroonblaadjes, die samen de typische anatomie hebben die bekend is van de meeste vlinderbloemigen, met een vlag, zwaarden en een uit twee blaadjes bestaande kiel. De negen onderste meeldraden zijn met elkaar vergroeid, en aan de voet van de bovenste meeldraad wordt nectar afgescheiden. Na de bloei valt de bloemkroon niet af maar verdroogd bruin. De vrucht is een eenzadige peul die geholpen wordt met de verspreiding doordat hij in de intacte kelk blijft zitten. Uiteindelijk vergaan de kelk en de peul. De zaden zijn langlevend.

## Verspreiding
Hazenpootje komt van oorsprong voor in Europa, behalve in het hoge noorden, in  het westen van Azië en het kustgebergte van Noord-Afrika. Hij is grootschalig ingeburgerd in Noord-Amerika, Australië en Nieuw-Zeeland, en is ook elders buiten de tropen wel gevonden. In Nederland is hij vrij algemeen in de duinen, in Gelderland, Noord-Brabant en Zeeuws-Vlaanderen en plaatselijk ook elders in het land, maar hij is zeldzaam in het noordelijk zeekleigebied, zuidoostelijk Friesland en het westen en midden van Drenthe. In België is hazenpootje vrij algemeen, vooral in de duinen, de Kempen en in stedelijke gebieden, maar hij is zeldzaam in de Ardennen.

## Ecologie
Hazenpootje groeit vaak als pionier op zonnige plaatsen, open of met een lage en niet te dichte grazige vegetatie. Hij houdt van een zandige, lemige of stenige, niet te natte, matig voedselarme of matig voedselrijke grond. Hij is vaak te vinden aan de rand van akkers of akkers die braak liggen, op schraal grasland, duingrasland, beweide zandduintjes, kalkgrasland en grasvelden, in bermen, heide, langs spoorwegen, op industrieterreinen, haventerreinen, mijnterreinen, zand- en steengroeven, bewerkte, gestorte en opgespoten grond. Zoals de meeste vlinderbloemigen kan hazenpootje stikstof uit de lucht omzetten in de meststof nitraat.
Hazenpootje groeit vaak samen met klein vogelpootje, gewone rolklaver, schapenzuring, echt walstro, zandblauwtje, gewoon biggenkruid, zandzegge, zilverhaver en gewoon struisgras. Zeldzamere planten zoals de steenanjer, dwergviltkruid, viltganzerik en overblijvende hardbloem goeien vaak in de buurt van hazenpootje.

### Bestuiving
Hazenpootje wordt onder andere bevlogen door de gewone viltbij, de donkere zijdebij en de klaverdikpoot.

### Waardplant
De larven van Tychius polylineatus, een snuitkever, leven in vrij forse gallen die bestaan uit vervormde stengels en steunblaadjes aan de toppen van stengels. Het kevertje verpopt in de gal. De rupsen van het icarusblauwtje leven van klaversoorten zoals hazenpootje en enkel andere vlinderbloemigen. Klein warkruid en honingklavermeeldauw parasiteren soms op hazenpootje.

## Plantengemeenschap
Hazenpootje is een kensoort voor Trifolio-Festucetalia ovinae, een orde van plantengemeenschappen van soortenrijke, droge graslanden op voedselarme zandige bodems.
Het is tevens een indicatorsoort voor struisgrasvegetaties (ha) subtype Struisgraslanden, een karteringseenheid in de Biologische Waarderingskaart (BWK) van Vlaanderen en het Brussels Hoofdstedelijk Gewest.

## Gebruik
Hazenpootje zou sinds de Middeleeuwen worden gebruikt als geneesmiddel tegen diarree en bevat vluchtige olie en looistoffen. Hazenpootje  kan worden gebruikt in droogboeketten.